# Drosophila dossoui
Drosophila dossoui är en tvåvingeart som beskrevs av Chassagnard 1991. Drosophila dossoui ingår i släktet Drosophila och familjen daggflugor.
Artens utbredningsområde är Benin.